# Rosebud megye
Rosebud megye az Amerikai Egyesült Államokban, azon belül Montana államban található. Megyeszékhelye Forsyth, legnagyobb városa Colstrip. Lakosainak száma 8329 fő (2020. április 1.). Rosebud megye Garfield, Treasure, Yellowstone, Petroleum, Musselshell, Big Horn, Custer és Powder River megyékkel határos.

## Népesség
A megye népességének változása:
| Lakosok száma | 9270 | 9370 | 9405 | 9329 | 9398 | 8329 |
|               | 2010 | 2011 | 2012 | 2013 | 2015 | 2020 |